# Districtul Bang Kaeo
Bang Kaeo (în thailandeză บางแก้ว) este un district (Amphoe) din provincia Phatthalung, Thailanda, cu o populație de 25.628 de locuitori și o suprafață de 119 km².

## Componență
Districtul este subdivizat în 3 subdistricte (tambon), care sunt subdivizate în 33 de sate (muban).
| Nr. | Nume       | În thailandeză | Sate | Locuitori |  |
| --- | ---------- | -------------- | ---- | --------- |  |
| 1.  | Tha Maduea | ท่ามะเดื่อ        | 7    | 7,469     |  |
| 2.  | Na Pakho   | นาปะขอ         | 13   | 10,040    |  |
| 3.  | Khok Sak   | โคกสัก          | 13   | 8,119     |  |